# Kuřinec šafránový
Kuřinec šafránový (Ramariopsis crocea) je vzácný druh korálovité houby z čeledi kyjankovité (Clavariaceae). V Červeném seznamu hub České republiky je druh uveden jako kriticky ohrožený.

## Znaky
Plodnice jsou 1–5 cm vysoké, každá sestává ze třeně a dvou až čtyř 0,1–0,2 cm tlustých větévek, které se vidličnatě větví a jsou zakončeny 1–3 špičatými či tupými výběžky. Třeň je 0,5–1,5 cm vysoký, báze má na sobě bílý, plstnatý, myceliový povlak. Výtrusný prach je bílý. Pružná, tuhá, žlutá, žlutooranžová až žlutookrová dužnina voní nevýrazně a chutná mírně.

## Užití
Nejedlý druh.

## Ekologie
Od srpna do října roste vzácně na travnatých plochách (louky, pastviny, okraje lesa…).

## Rozšíření
Druh je rozšířen v oblastech Ameriky, Evropy, střední Asie, Blízkého východu, Ruska, Japonska, Nového Zélandu a Austrálie.

## Galerie

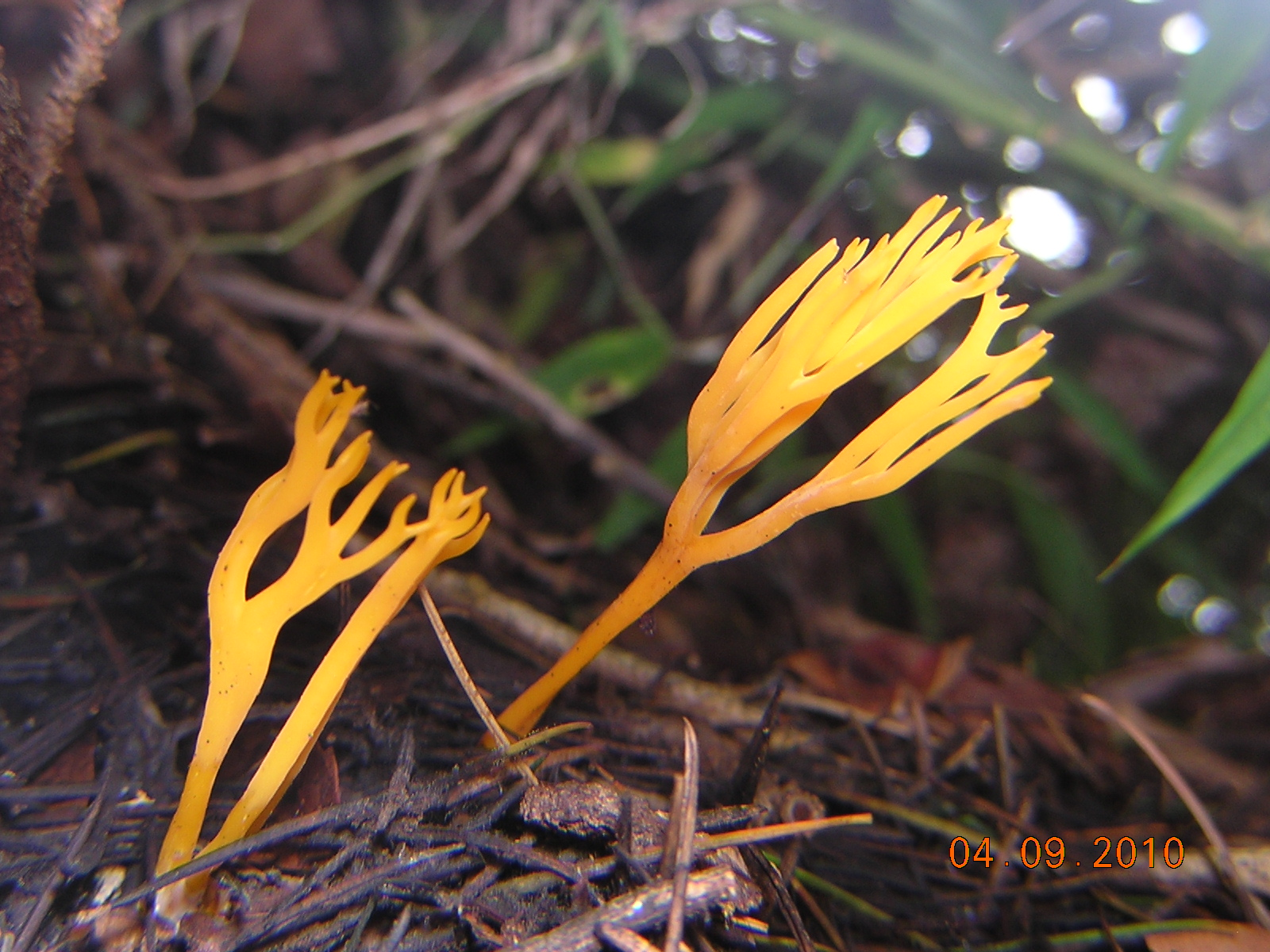

## Možnost záměny
Dá se zaměnit s několika zástupci rodu kyjovečka (Clavulinopsis).